# Léopold Reichling
Pour l’article homonyme, voir Reichling.

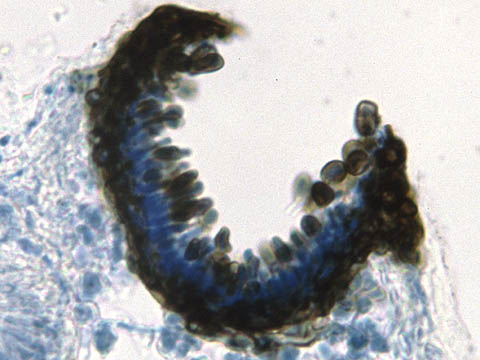
Lichenoconium reichlingii Diederich 1986. Pycnide avec des conidies brun foncé

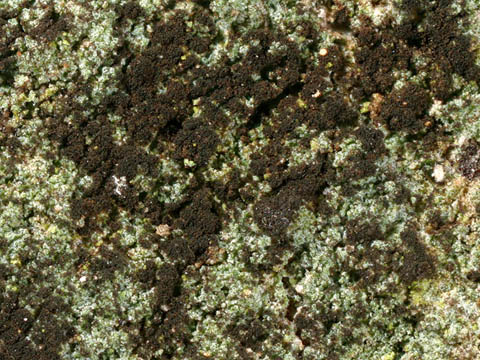
Reichlingia leopoldii Diederich & Scheid., 1996

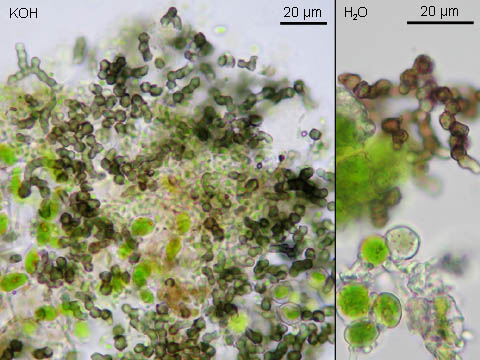
Reichlingia leopoldii Diederich & Scheid., 1996. Détails

Léopold Nicolas Reichling, né le 11 mars 1921 à Luxembourg et y décédé le 2 mai 2009, est un biologiste et naturaliste luxembourgeois.
Il est surtout connu pour ses publications dans les domaines de la botanique, de la zoologie et de la conservation de la nature. Il a réuni trois collections scientifiques majeures : un herbier, une collection d'hétéroptères et une collection d'artéfacts humains de l'âge de la pierre.
Les taxa suivants ont été nommés d'après Léopold Reichling :
- Asplenium ×reichlingii Lawalrée, 1951 ; une monstruosité de la fougère Asplenium trichomanes[3] ;
- Taraxacum reichlingii Soest, 1971 ; une plante à fleurs[4] ;
- Lichenoconium reichlingii Diederich, 1986 ; un champignon lichénicole[5] ;
- Reichlingia leopoldii Diederich & Scheid., 1996 ; un lichen[6].

## Biographie

### Études et carrière
Léopold Reichling a poursuivi ses études universitaires à Fribourg-en-Brisgau, Munich, Goettingue et Louvain. Il clôtura ses études par un doctorat en sciences naturelles en 1947. Suivit son stage d'aspirant-professeur au Lycée de garçons de Luxembourg-ville, durant lequel il réalisa une dissertation sur la végétation du Languedoc auprès des phytosociologues Marie Louis Emberger à Montpellier et Georges Lemée à Strasbourg.
Léopold Reichling a commencé sa carrière en 1949 en tant que professeur de sciences naturelles (biologie) au Lycée de garçons de Luxembourg-ville. La même année il fut partiellement détaché auprès du Musée national d'histoire naturelle du Luxembourg pour la réalisation d'une cartographie phytosociologique du Grand-Duché. À cet effet un service spécial fut instauré auprès du musée, le service de la carte des groupements végétaux, que Reichling dirigea jusqu'en 1967. En 1957, il est devenu professeur de botanique aux Cours supérieurs de Luxembourg (ébauche de l'actuelle Université du Luxembourg), en 1980 professeur au département des sciences du Centre universitaire de Luxembourg (autre précurseur de l'université actuelle).
Reichling est considéré comme pionnier de la phytosociologie au Luxembourg et comme éminent spécialiste de la flore du Grand-Duché. Après son départ à la retraite en 1981, il s'adonna intensivement à l'étude des hétéroptères terrestres du Luxembourg, alors que dans les années 1960 il avait déjà secondé son collègue Jos. Hoffmann dans l'étude des orthoptères du Grand-Duché.
En 1997, Reichling reçut le prix « Hëllef fir d'Natur » en reconnaissance de ses travaux de recherche et de son engagement en faveur de la protection de la nature au Luxembourg.

### Fonctions associatives et honorifiques
- 1962-1968 - président de la Société des naturalistes luxembourgeois (SNL) ;
- président de la ligue NATURA, organisation de protection de la nature ;
- vice-président de la section des sciences de l'Institut Grand-ducal ;
- membre du conseil d'administration de la « Fondation Hëllef fir d'Natur » ;
- membre de la Ligue luxembourgeoise pour la protection de la nature et des oiseaux ;
- membre de la Société préhistorique luxembourgeoise ;
- membre de l'Institut floristique belgo-luxembourgeois ;
- membre de la Société royale de botanique de Belgique ;
- membre d'honneur des Académie et société lorraines des sciences ;
- membre d'honneur du « Naturhistorischer Verein der Rheinlande und Westfalens ».

## Œuvres

### Botanique
- Reichling, L., 1949. Une étude phytosociologique faite en Languedoc. - XXIVp., 141p., carte, fig., ill., tabl. Mémoire non publié, Luxembourg.
- Reichling, L., 1951. Les forêts du Grès de Luxembourg. Bull. Soc. r. Bot. Belg. 83: 163-212.
- Reichling, L., 1954. L’élément atlantique dans la végétation de la vallée inférieure de l’Ernz noire (G.-D. de Luxembourg). Archs Inst. g.-d. Luxemb., sect. sci. nat., phys. math. 21: 99-114.
- Reichling, L., 1955. Les Epipactis de la flore luxembourgeoise. Archs Inst. g.-d. Luxemb., sect. sci. nat., phys., math., N.S., 22: 123-145.
- Reichling, L., 1958. « Application de cartes à réseau au recensement floristique du Grand-Duché de Luxembourg. »(Archive.org • Wikiwix • Archive.is • Google • Que faire ?) Bull. Soc. Nat. Luxemb. 61 (1956): 12-28, « Supplément »(Archive.org • Wikiwix • Archive.is • Google • Que faire ?), 16 S.
- Reichling, L., 1965. Die luxemburgischen Standorte des Hautfarns Hymenophyllum tunbrigense (L.) Sm. Ber. Arbeitsgem. sächs. Botan., N.F. 5-6 (1963/64) (1): 141-154.
- Reichling, L., 1966. « Les Marchantiales-Marchantiineae de la ville de Luxembourg. »(Archive.org • Wikiwix • Archive.is • Google • Que faire ?) Bull. Soc. Nat. luxemb. 67: 3-26.
- Reichling, L., 1970. Die Gattung Epipactis in Luxemburg. Jber. naturw. Ver. Wuppertal, 23 : 88-97.
- Reichling, L., 1974. In Luxemburg geschützte Pflanzen. Übersicht sowie Anleitung zum Kennenlernen der in Luxemburg geschützten wildwachsenden Pflanzenarten. Natura (éd.), Luxemburg, 23 p.
- Reichling, L., 1981. « 30 années d'observations floristiques au Luxembourg, 1949-1979. »(Archive.org • Wikiwix • Archive.is • Google • Que faire ?) Bull. Soc. Nat. luxemb. 83-84: 75-95.
- Reichling, L., 1990. « Observations floristiques au Luxembourg 1980-1989. »(Archive.org • Wikiwix • Archive.is • Google • Que faire ?) Bull. Soc. Nat. luxemb. 90 (1990): 55-70.
- Reichling, L. & R. Thorn (collab.), 1997. Trichomanes speciosum Willd., un mystérieux passager clandestin. Adoxa, No 15/16 (avril 1997): 1-3.

### Zoologie
- Reichling, L., 1951. « Le Gastéropode Helix aspersa Müller (petit-gris) aux environs de Luxembourg. »(Archive.org • Wikiwix • Archive.is • Google • Que faire ?) Bull. Soc. Nat. luxemb. 55 : 362-367.
- Reichling, L., 1952. « Nouvelles observations du Gastéropode Helix aspersa Müller au Grand-Duché de Luxembourg. »(Archive.org • Wikiwix • Archive.is • Google • Que faire ?) Bull. Soc. Nat. luxemb. 56: 24-25.
- Hoffmann, J. & L. Reichling, 1963. Supplément à la faune des Orthoptères du Grand-Duché de Luxembourg. Archs Inst. g.-d. Luxemb., sect. sci. nat., phys. math., N.S. 25 (1962): 129-157.
- Reichling, L. 1984. Hétéroptères du Grand-Duché de Luxembourg. 1. Psallus (Hylopsallus) pseudoplatani n. sp. (Miridae, Phylinae) et espèces apparentées. Travaux Scientifiques du Musée d'Histoire Naturelle de Luxembourg, 4 (1): 1-18.
- Reichling, L., 1985. Hétéroptères du Grand-Duché de Luxembourg. 2. Quelques espèces peu connues, rares ou inattendues. Travaux Scientifiques du Musée d'Histoire Naturelle de Luxembourg, 4 (2): 1-45.
- Reichling, L., 2001. Atlas des hétéroptères non-aquatiques du Luxembourg. 134 p. Musée national d'histoire naturelle, Luxembourg.  (ISBN 2-919877-01-1).